# عبد الله المعتصم بالله شاه
السلطان عبد الله المعتصم بالله شاه بن السلطان أحمد المعظم شاه (12 أكتوبر 1874 – 22 يونيو 1932) هو سلطان فهغ الحديثة الثالث، حكم من عام 1917 إلى عام 1932.

## فترة حكمه
خلال فترة حكمه أدخلت الحكومة البريطانية تشريعات وابتكارات في أجهزة الدولة لجعل ولايات جزيرة الملايو «حديثة» في الممارسات السياسية والاقتصادية، وانتهت بإنشاء ولايات الملايو الاتحادية عام 1896 وإنشاء المجلس الاتحادي عام 1909. وفي عهده غزا اليابانيون الملايو.
بحلول عام 1931 بدأت صحة عبد الله بالتدهور، لكنه تمكن من حضور مؤتمر الحكام في أغسطس من ذلك العام. وتوفي في العام التالي في 22 يونيو 1932 ودفن في المقبرة الملكية، كوالا باهانج. وقد خلفه ابنه الثاني تونكو أبو بكر.